# 昴宿五
昴宿五是金牛座中的疏散星團昴宿星團內的一顆恆星，與地球的距離大約是440光年。
昴宿五是顆藍白色的B型次巨星，平均視星等為+4.14。理查德·辛革萊·阿倫描述這顆恆星像是清澈的紫白色。他的亮度是太陽的630倍，錶面溫度14,000K，質量大約是4.5太陽質量，半徑超過太陽的4倍。他是一顆變星，分類為仙王β型變星，光度的變化只有0.01等。
包圍著昴宿五的是瑪亞的星雲，這是目前正在經過昴宿星團的星雲的一部份，在昴宿五周圍是這個星雲最明亮的區域，在IC星表中的序號是IC 349。

## 外部連結
- NGC 1435 - Merope Nebula （页面存档备份，存于） LRGB image with 4 hrs total exposure.                                                                                    *https://web.archive.org/web/20080704203919/http://www.astro.uiuc.edu/~kaler/sow/merope.html